# Волки в стенах
«Волки в стенах» — книжка с картинками писателя Нила Геймана и иллюстратора Дэйва Маккина, вышедшая в 2003 году. Сюрреалистическая сказка о волках, живших в стенах и затем захвативших дом и временно вытеснивших его обитателей. Книга приобрела большую популярность, была переведена на иностранные языки, по ней также был поставлен успешный детский мюзикл. Оформление книги интересно тем, что Маккин использовал различные техники для создания иллюстраций: как обычные рисунки, так и компьютерную графику и фотографии.
По словам Геймана, сюжет книги был подсказан ему его дочерью, которой в четыре года приснился страшный сон о волках, живущих в стенах.
Книга переводилась на немецкий, испанский, итальянский, польский и др. языки. Русский перевод книги, выполненный Максимом Немцовым, вышел в 2014 году в издательстве Livebook.

## Сюжет
Как-то вечером девочка Люси слышит в доме странные шумы, исходящие от стен. Она считает, что в стенах живут волки и говорит про это маме (которая наполняет банки домашним вареньем), отцу (который играет на тубе), младшему брату (который играет в видеоигры). Все они, однако, не верят Люси: мама говорит, что это мыши, отец — что это крысы, а брат — что это летучие мыши. К тому же все они уверены, что «когда из стен вылезают волки — это всё!». 
Тем не менее, на следующий день из стен действительно вырываются волки и занимают дом, а Люси и её родные ютятся в саду. Они обсуждают, где им теперь жить — на Северном полюсе, в пустыне Сахара, в открытом космосе? Люси, забывшая в комнате свою любимую игрушку-свинку, тайком пробирается в дом внутри стен и забирает её.
Следующим вечером семья по-прежнему не решается войти в дом, однако Люси предлагает всем пойти ночевать туда, пройдя внутри стен. Семья так и поступает, видя, что творят волки в доме (они смотрят телевизор на полную громкость, едят варенье, бросая везде объедки, танцуют). Не выдержав, Люси и её семья берут ножки от стульев и прогоняют волков, которые в ужасе от того, что люди вышли из стены.
Семья снова поселяется в своём доме, убирая беспорядок. Но через какое-то время Люси начинает казаться, что за стеной теперь поселились слоны...

## Награды
- 2003 — New York Times: лучшая детская книжка с картинками[9]
- 2003 — British Science Fiction Association: лучший фантастический короткий рассказ[10]

## Мюзикл
В 2006 году по книге был поставлен детский мюзикл, получивший большую популярность. Композитором выступил Ник Пауэлл, некоторые из текстов песен написал сам Гейман. Продюсировали мюзикл Национальный театр Шотландии и компания Improbable theatre, премьера состоялась в Глазго. В 2007 году спектакль был поставлен в Нью-Йорке, где шёл две недели.